# 梓澤要
梓澤 要（あずさわ かなめ、1953年7月20日 - ）は、日本の小説家、時代小説作家。

## 来歴
本名、永田道子。静岡県生まれ。明治大学文学部史学地理学科（考古学専攻）卒業。
1993年、『喜娘』で第18回歴史文学賞を受賞してデビューする。2007年より東洋大学大学院で仏教学を学ぶ。主に女性を中心に据えた時代小説を執筆しており、初期は古代の女性が主人公の作品が多い。

## 受賞歴
- 1993年 第18回歴史文学賞（『喜娘』）
- 2014年 第3回歴史時代作家クラブ賞（作品賞）（『捨ててこそ空也』）
- 2017年 第23回中山義秀文学賞（『荒仏師 運慶』）[6]

## 作品リスト
- 『阿修羅』（1995年、新人物往来社、2009年、新人物文庫） ISBN 978-4-404-03723-7
- 『喜娘』（1995年、新人物往来社、2010年4月、新人物文庫） ISBN 978-4-404-03838-8
- 『百枚の定家』（1998年、新人物往来社、2001年、幻冬舎文庫） ISBN 4-404-02683-8
- 『正倉院の秘宝』（1999年、廣済堂出版） ISBN 4-331-05802-6
- 『夏草ケ原』（1999年、講談社） 短編集
- 『遊部（アソベ）』（2000年、講談社、2004年、講談社文庫）
- 『橘三千代』（2001年、新人物往来社）
- 『枝豆そら豆』（2003年、講談社）
- 『唐衣』（2004年、講談社） 短編集
- 『女（おなご）にこそあれ次郎法師』（2006年、新人物往来社） 「井伊直虎 女にこそあれ次郎法師」(角川文庫
- 『ヒロインの日本史 時代を彩った女性100人』（2006年、ベスト新書）
- 『恋戦恋勝』（2006年、光文社）短編集
- 『ゆすらうめ 江戸恋愛慕情』（2009年、光文社文庫）
- 『越前宰相秀康』（2011年、文藝春秋）のち文庫
- 『捨ててこそ空也』新潮社、2013 のち文庫
- 『光の王国 秀衡と西行』文藝春秋 2013
- 『荒仏師 運慶』新潮社 2016　のち文庫
- 『城主になった女井伊直虎』NHK出版  2016
- 『万葉恋づくし』新潮社  2017　のち文庫
- 『画狂其一』NHK出版  2017 (鈴木其一)
- 『方丈の孤月 鴨長明伝』新潮社 2019　のち文庫
- 『華の譜: 東福門院徳川和子』新潮社　2021
- 『あかあかや明恵』新潮社　2023